# Sociolingüística de la interacció
La sociolingüística de la interacció és la branca de la sociolingüística que se centra en l'estudi de la parla – què es diu, com es diu, quan es diu, a qui es diu,...- tal com es fa servir en la vida quotidiana per comunicar-se amb els altres i, així, poder entendre com funciona l'organització social.
Hem de tenir en compte les relacions socials són majoritàriament lingüístiques.
Per tant, l'objectiu de la sociolingüística de la interacció és conèixer la realitat lingüística dels nostres pobles i ciutats, una realitat plurilingüe, i quins recursos lingüístics i comunicatius s'utilitzen per comunicar-se socialment.

## Principals investigadors
Els precursors de la subdisciplina són el lingüística Edward Sapir i l'antropòleg Bronislaw Malinowski, que, entre els anys 20 i 30 del segle xx van començar a interessar-se empíricament pel fet comunicatiu i, van adonar-se que els parlants no només codifiquen i descodifiquen missatges lingüístics, sinó que també actuen socialment. John Gumperz i Dell Hymes es consideren els pares d'aquest corrent i el van donar a conèixer amb l'objectiu de descriure la relació entre funció i forma lingüística en diferents societats. Són etnògrafs de la comunicació. El sociòleg Erving Goffman considerava que la sociologia havia de fixar-se en la interacció comunicativa per a poder poder entendre com funciona la societat. Harold Garkinfel, també sociòleg, va canviar la visió de la sociologia igual que Goffman. Considera que els parlants som actors socials que sabem perquè fem les coses i que, per tant, tenim un coneixement ordinari com a membres d'un grup social que hauria de ser l'objecte d'estudi de la sociologia.

## Etnografia de la comunicació
Els creadors d'aquest corrent són John Gumperz i Dell Hymes. Van canviar el tema en el que se centraven els estudis lingüístics: en la llengua com a sistema de signes. L'objectiu a partir d'ara seria definir com parlen els diferents grups socials però tenint en compte, cosa que no s'havia fet anteriorment, en quina situació, amb quins interlocutors i amb quins objectius, és a dir, la situació i la funció comunicativa. Conceben la llengua com una pràctica social i cultural.
Per estudiar aquest acte comunicatiu utilitzen l'etnografia, que consisteix a conviure un temps amb un grup humà observant-lo dia a dia i realitzant els diferents estudis des de dins.
Un dels elements que es tenen en compte en l'etnografia de la comunicació és la competència comunicativa, és a dir, el coneixement lingüístic dels parlants per poder-se comunicar de manera adequada. Els etnògrafs de la comunicació van proposar vuit components que caracteritzaven qualsevol esdeveniment comunicatiu: SPEAKING.
1. La situació (scene).
2. Els participants (participants).
3. Les finalitats (ends).
4. Les seqüències d'actes (act sequences).
5. La clau (key).
6. Els instruments (instrumentalities).
7. Les normes (norms).
8. El gènere (genre).

Tal com demostra l'etnografia de la comunicació, la parla defineix la situació comunicativa, adequa la manera de parlar a la situació concreta en què es troba, és la manera de parlar la que defineix el que s'està fent.

## La sociologia de la vida quotidiana (Erving Goffman)
Les idees de Goffman són fonamentals per a la sociolingüística de la
interacció. Aquest sociòleg, defensava que la realitat té a veure amb les
interaccions de la nostra vida quotidiana, i que, per tant, l'objecte d'estudi
de la sociologia també havia de ser aquestes interaccions,
però a més aquesta realitat és construïda per mitjà de mecanismes universals
molt precisos. Així doncs, Goffman va defensar la importància de
contextualitzar la parla, és a dir, entendre-la i analitzar-la en la situació
en què s’esdevé. Dins d’aquestes situacions es poden trobar arranjaments
socials més estructurats, les trobades en què la interacció cara a cara
entre els dos individus esdevé més focalitzada. Per caracteritzar la vida
social i els mecanismes que la fan rutllar, Goffman va fer servir diferents
metàfores: 
- La vida social com a ritual: La noció goffmaniana de ritual social està lligada al concepte d’imatge, que és la projecció pública que cada individu fa de si mateix en la interacció. Així doncs, es preocupen per mantenir aquesta imatge i volen que els altres la respectin. De fet, un dels principis de Goffman és que el jo és un producte social resultat de les nostres actuacions en les interaccions socials. La sociologia goffmaniana es fonamenta en la idea que l’ordre social es manté a través de nombrosos rituals d'imatge que els individus posen en marxa en les seves interaccions quotidianes. Així doncs, els rituals interpersonals de respecte i de protecció de la imatge són l'engranatge de la maquinària social.

- La vida social com a teatre: Tot i el que Goffman defensava sobre els rituals, va puntualitzar que l’individu no era lliure per triar qualsevol personatge, sinó que n’havia de crear un que fos creïble, per això necessitava tenir els atributs adequats i actuar de manera coherent. Només si era creïbles (i això també implicava una certa continuïtat temporal), la seva actuació esdevindria el seu jo. S’ha de tenir en compte que no deixava de ser una metàfora i que l’individu no era plenament conscient de les seves actuacions ni les planificava. Goffman es va fixar en determinades situacions pautades, els contextos de les quals va equiparar amb el teatre, on uns individus havien de mantenir un paper per evitar que l’actuació se n’anés en orris. A més, va equiparar l’atenció del públic d’aquella situació amb l'escenari teatral i el que passava fora de l'escenari amb els bastidors de l’actuació. Goffman va introduir dues nocions a aquesta idea de la vida social com a teatre: el marc interpretatiu, és a dir, els principis d'organització social amb els quals es dona sentit a la vida social; i els marcs suspesos, referit a les transformacions dels marcs primaris, és a dir, allò que semblava i que s’acceptava com a real, en una burla, que no s'ha de prendre al peu de la lletra, (seria un marc suspès).

### El concepte d’ordre interaccional
Amb els anys, Goffman es va fixar en l’ordre
interaccional per a referir-se a l’àmbit d’activitat de la interacció. Així
doncs, aquest concepte es basa en la coordinació mantinguda en el temps de les
accions dels parlants i de la seva implicació en la comunicació, que és tant
física com gestual.
Una de les aportacions a nivell sociològic
d’aquest concepte és la conceptualització de la relació entre el nivell macro
de l’organització social i el nivell micro del cara a cara. Per a Goffman,
l’ordre interaccional és semi o relativament autònom, ja que creu que té una
història que cal entendre i que fa que hi hagi grups socials amb drets i
obligacions interaccionals desiguals. Tanmateix manté alhora que cal entendre’l
com un espai d’activitat propi.

## El socioconstructivisme radical (Harold Garkinfel)
Aquesta teoria de Garkinfel es basa en els principis de Goffman però amb la diferència que ell pensa que els “actors” són plenament conscients de la seua actuació. D'aquesta manera, l'estudi de l'etnometodologia es basa a descobrir quins mètodes utilitzen els parlants i quin coneixement ordinari tenen per explicar i donar sentit a les seues accions i a les dels altres.

## La sociolingüística interaccional (John Gumperz)
La sociolingüística interaccional va normalment lligada al nom de John Gumperz, lingüista i antropòleg. També està relacionat amb l'etnografia de la comunicació, de la qual va ser un dels principals inspiradors juntament amb Hymes.
Gumperz pensa que cal entendre els esdeveniments comunicatius tal com succeeixen.
Pel que fa a l'alternança lingüística introdueix el concepte de pistes contextualitzadores, que serien la manera que tenim de marcar un canvi de to en el nostre discurs per a fer entendre que una cosa està dita amb ironia, és una broma,... i que no hi hagi cap mena de malentesos en contextos multilingües.